# 平内真矢
平内 真矢（ひらうち まや、2004年1月13日 - ）は、日本の歌手、島根県PRユニット『peony』の元メンバー。広島県呉市出身。血液型AB型。アクターズスクール広島に所属していた。

## 略歴
2012年、アクターズスクール広島に8歳で入学。28期生。
2013年9月28日放送、テレビ朝日系列のテレビ番組「関ジャニの仕分け∞ 全国歌うまキッズ最強No.1決定戦」に歌うま小学生（9歳）として出場。
2014年、ビクター全国歌謡グランプリ選手権銀賞受賞。 avexキラチャレ歌部門九州大会優勝、全国大会出場。
2015年2月18日放送、テレビ東京系列のテレビ番組「THEカラオケ★バトル 歌うまキッズU-12」に出場。
2016年10月22日、島根県PRユニットpeonyのデビューCD「ジパンGOOD!」がリリース。
2016年12月12日、日本テレビ系列のテレビ番組「全日本歌唱力選手権 歌唱王」に出場。準決勝でちあきなおみの「喝采」、決勝戦では五木ひろしの「山河」を披露。　
2018年1月3日、日本テレビ系列のテレビ番組「全日本歌唱力選手権 歌唱王」に出場。準決勝で島津亜矢の「感謝状」、決勝戦ではアンルイスの「グッバイマイラブ」を披露。
2019年3月31日、アクターズスクール広島の定期発表会「ASH 2019 SPRING ACT」をもって同スクールを卒業。

## 人物
- 愛称は、まーやん。
- 好きな食べ物はノドグロ。
- 趣味はカラオケ、料理。
- 夢は美空ひばりさんのように時代を超えても愛され続ける歌手。
- 2015年6月2日の広島東洋カープvs北海道日本ハムファイターズでは試合前の国歌独唱を行った。

## 出演番組
- 関ジャニの仕分け∞（テレビ朝日）
- モーツァルトへの道 チャレンジオーディション（テレビ朝日、2016年9月24日）[4]
- THEカラオケ★バトル（テレビ東京、2015年2月18日、2017年9月6日[5]）
- 全日本歌唱力選手権 歌唱王（日本テレビ）[6]
  - 第4回(2016年12月12日)
  - 第5回(2018年1月3日)